# Anders Ingvarsson
Erik Anders Ingvarsson, född 30 maj 1975 i Arbrå församling, är en svensk journalist och chefredaktör.

## Biografi
Ingvarsson har en bakgrund på Länstidningen Södertälje, Sundsvalls Tidning, FLT och Se & Hör. Från 1999 arbetade han för Hälsingetidningar och blev år 2006 nyhetschef på Ljusdals-Posten.
År 2009 utsågs han till chefredaktör för Norrländska Socialdemokraten.
År 2012 återkom han till Mittmediakoncernen som chefredaktör för Dagbladet i Sundsvall. År 2013 blev istället chefredaktör för Sundsvalls Tidning. Två år senare upphörde Dagbladet och uppgick i ST. Från 2015 var han även chefredaktör för Mittmedias tidningar i Ångermanland, Tidningen Ångermanland och Örnsköldsviks Allehanda.
I juli 2016 skedde en chefsrockad på Mittmedia och Ingvarsson blev tillförordnad redaktionell chef för hela koncernen. Den 1 maj 2017 blev han chefredaktör på Hälsingetidningar. I april 2018 blev han även tillförordnad chefredaktör för Gefle Dagblad, ett uppdrag som permanentades i augusti 2018. Efter att Mittmedia fick nya ägare blev Katarina Ekspong ny chefredaktör för Gefle Dagblad, medan Ingvarsson fortsatte med motsvarande position på Hälsingetidningar.
Efter att Mittmedia tagits över av Bonnierkoncernen gjordes flera förändringar av organisationen med en satsning på att få tydligare lokal prägling, vilket innebar att de fyra Hälsingetidningarna skulle få separata chefredaktörer. Ingvarsson erbjöds att bli chefredaktör för Hudiksvalls Tidning, men tackade nej till detta och valde att inte fortsätta som chefredaktör.
Ingvarsson bytte därefter karriär. Från 2020 driver han flera företag, bland andra Hälsinge Skog & Fastigheter som äger fastigheter men också säljer ved. Han driver Anding Kommunikation AB, som hjälper företag och organisationer att nå ut med budskap och erbjudanden.
Sedan 2022 driver Ingvarsson också egen restaurang- och cateringverksamhet med utgångspunkt från Orbaden och den egna restaurangen Brasseriet Bryggeriet. Det bolaget är växande och har flera anställda.